# Claude Joseph Rouget de Lisle

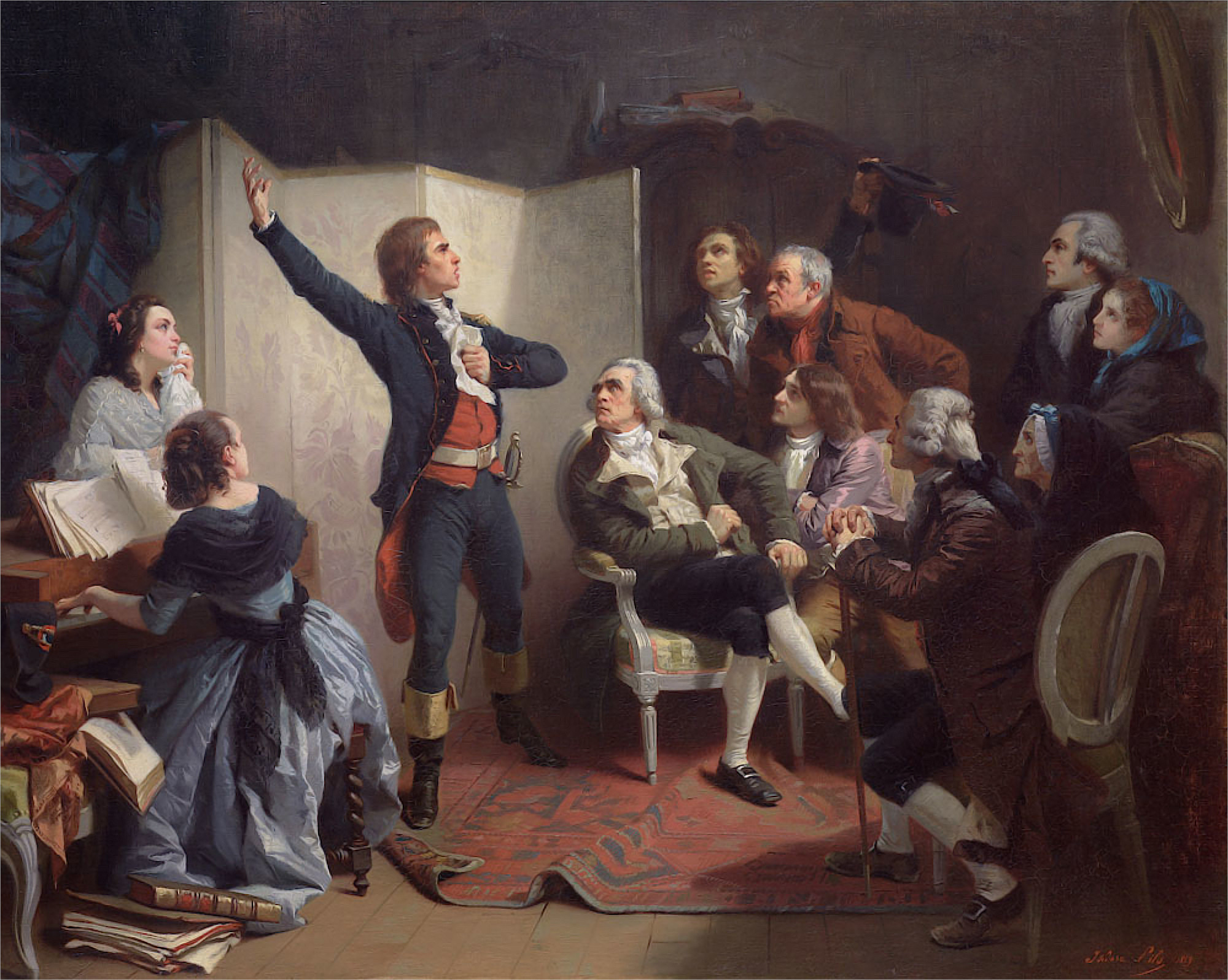
Claude Joseph Rouget de Lisle

Claude Joseph Rouget de Lisle (ook: Rouget de l'Isle) (Lons-le-Saunier, 10 mei 1760 – Choisy-le-Roi, 26 juni 1836) was een Frans componist, dichter en officier van de Franse genie.
Hij volgde middelbaar onderwijs in het Collège de l'Arc in Dole (Jura). Nadien werd hij opgeleid aan de École de Mézières van het garnizoen in Straatsburg. Tijdens de Franse Revolutie in de nacht van 25 april 1792 op 26 april 1792 componeerde Rouget de l'Isle in Straatsburg op een diner georganiseerd door burgemeester Philippe-Frédéric de Dietrich, het Chant de guerre de l'Armée du Rhin (marslied van het Rijnleger) en dit naar aanleiding van de oorlogsverklaring aan Oostenrijk. In 1795 werd de Marseillaise tot het Franse volkslied verklaard, maar in de volgende jaren meerdere malen verboden, en vervolgens sinds 14 maart 1879 uiteindelijk als volkslied erkend.
Zijn auteurschap voor de tekst van de Marseillaise werd niet in twijfel getrokken, maar het wordt betwijfeld dat hij ook de componist van de Marseillaise is. Verder schreef hij (ongetwijfeld) in mei 1792 Roland à Roncevaux voor samenzang en harmonieorkest op een eigen tekst met de ondertitel Hymne pour le guerre in de verzameling Hymnes de la Revolution Française.
In 1796 nam hij ontslag uit het leger en leefde verder in relatieve armoede. Hij trok zich een tijd terug als wijnbouwer op het familiegoed te Montaigu (bij Lons-le-Saunier).
In 1915 werden zijn assen overgebracht naar het Hôtel des Invalides in Parijs.

## Museum
In het geboortehuis van Rouget de Lisle aan de Rue du Commerce (Lons-le-Saunier) is een klein museum ingericht.